# Angelica saxicola
Angelica saxicola är en flockblommig växtart som beskrevs av Tomitaro Makino och Yoshitaka Yabe. Angelica saxicola ingår i släktet kvannar, och familjen flockblommiga växter. Inga underarter finns listade i Catalogue of Life.